# بن گرت
بن گرت (انگلیسی: Ben Garratt؛ زادهٔ ۲۵ آوریل ۱۹۹۴) بازیکن فوتبال اهل بریتانیا است.
از باشگاه‌هایی که در آن بازی کرده‌است می‌توان به باشگاه فوتبال کرو آلکساندرا و باشگاه فوتبال استافورد رانجرز اشاره کرد.
وی همچنین در تیم‌های ملی فوتبال زیر ۱۷ سال انگلستان، زیر ۱۸ سال انگلستان، و زیر ۱۹ سال انگلستان بازی کرده‌است.